# Боболи (Калужская область)
Боболи — деревня в Малоярославецком муниципальном районе Калужской области.
Деревня расположена на реке Бобольская (приток реки Ксема).

## История
В духовной грамоте князя серпуховско-боровского Владимира Андреевича Храброго: упоминается «а жене своей княгини Олене дал город Лужу с селами… Буболь… со всеми пошлинами»
От Елены Ольгердовной села Бубольское и Беньское с деревнями отходят к её невестке — княгине Василисе Семеновне, жене князя Серпуховско-Боровского, Симеона Владимировича. 
В материалах дозора 1613 года  Феодора Кошкина и дьяка Владимира Лошакова значится «За боярином, за князем Борисом Михайловичем Лыковым, в вотчине селе Бобол, Алтухово тож, на речке на Кщеме(Ксеме) на Малой, а в нём ветхий деревянный храм Георгия Христова Страстотерпеца, да придел Никиты Христова Мученика. Ещё в селе ветхий деревянный храм Николая Чудотворца.
При селе деревня Каменная на речке на Кщеме, деревня Ондрюшенькова на речке на Кщеме, деревня Олешино на Кщеме, деревня Кухтина по речке Кщеме, деревня Слобода, по речке по Кщеме, пустошь была деревня Коровина, луг Белоусовской, пустошь Гармонова, пустошь Белкова на реке на Луже, Коровинской лужок» .
В 1654 году князь Фёдор Юрьевич Хворостинин строит в селе Боболи Николаевскую церковь.
В планах генерального межевания Калужской губернии 1779—1790 гг. значится: село Бобыли на правом берегу речки Кщомы два пруда и церковь деревянная чудотворца Николая, два дома господских деревянных, на означенной реке мучная мельница, число дворов — 80, душ муж. пола — 329, душ. жен. пола — 366.
В списках населенных мест Калужской губернии 1859 года указано, что в селе Бобыли Боровского уезда было: церквей православных — 2, ярмарка, базары еженедельно, число дворов — 24, число жителей муж. пола — 68, жен. пола − 76.
В 1835 году деревянная церковь Николая чудотворца была перестроена в каменную, а в 1869 г. пристроена колокольня. К 1912 году в селе Бобыли были: одна каменная церковь с церковно-приходской школой, два господских дома и два пруда, мельница, постоялый двор, кабак. Проводились ярмарки весенняя и осенняя, еженедельные базары. Село находилось примерно посередине тракта между Боровском и Медынью, а также в те времена была проезжая дорога Малоярославец — Бобыли через село Игнатьевское и село Юрьевское.

## Информация об усадьбе
Усадьба Боболи. Альтернативное название: Бобыли.
С начала XVII века — вотчина боярина князя Бориса Михайловича Лыкова-Оболенского, в середине столетия — мужа его дочери боярина, князя Фёдора Юрьевича Хворостинина, потом — князя Ю. М. Одоевского. В конце XVIII в. были усадьбы помещицы А. А. Зиновьевой и кн. В. И. Долгорукова. Во второй трети XIX веке усадьба принадлежала гр. М. А. Потоцкой, затем аж до 1917 года гр. М. Г. Строгановой, по мужу кн. М. Г. Щербатовой (её мать была урожд. гр. М. Б. Потоцкой).
На другом берегу р. Бобольской находится Никольская церковь (церковь Николая чудотворца) 1835—1856 гг., построенная на средства гр. М. А. Потоцкой (скорее всего в 1835 году). Позднее была перестроена арх. П. И. Гусевым. В 1866—1869 перестроена в русско-византийском стиле, сооружена колокольня. Деревянная Никольская церковь, известная с середины XVII в., разобрана в 1860—1870-х гг.
Гусев Пётр Иванович (р. 1809?). Архитектор, родился в селе Троицкое в семье крепостных крестьян. Обучался в Строгановском училище в Москве. Работал в Калуге и губернии (работы: Церковь Михаила Архангела в Боброво, Калужская область, Ферзиковский район, с. Бебелево. В 1830-х по проекту архит. П. И. Гусева там возвели трапезную с приделами Сергия Радонежского и Николая Чудотворца).
Кирпичная церковь, восьмигранная в плане, с боковыми приделами, небольшой трапезной и колокольней. Боковые приделы Коломенской (?) Богоматери, вмч. Никиты и вмч. Георгия. Закрыта в 1969, в 1997 рухнул купол. В 2000 начаты восстановительные работы. Принадлежит: РПЦ МП.
В селе остались фундамент главного дома, единичные старые липы и пруд.

## Население
1. Н/Д[8]